# Kevin Pina
Kevin Lenini Gonçalves Pereira de Pina, meglio noto come Kevin Pina (Praia, 27 gennaio 1997), è un calciatore capoverdiano, centrocampista del Krasnodar e della nazionale capoverdiana.

## Carriera

### Club
Cresciuto calcisticamente in patria nel Tchadense, nel 2019 approda in Europa ai portoghesi dell'Oliveirense, militanti nella seconda divisione locale. Dopo aver giocato soltanto due partite, viene ceduto in prestito ad Anadia e Sertanense, entrambe formazioni della terza divisione portoghese.
Il 19 luglio 2019 viene acquistato dal Chaves, che lo aggrega alla propria seconda squadra. Promosso in prima squadra l'anno successivo, contribuisce al ritorno della squadra in massima serie al termine della stagione 2021-2022. Debutta in Primeira Liga il 7 agosto 2022, in occasione dell'incontro perso per 0-1 contro il Vitória Guimarães.

### Nazionale
Ha giocato nella nazionale capoverdiana Under-20.
Il 25 marzo 2022 debutta con la nazionale maggiore capoverdiana in un amichevole vinta per 0-6 contro il Liechtenstein. Il 19 gennaio 2024 segna in Coppa d'Africa nella seconda partita del girone, partita poi vinta dal Capo Verde per 3-0 contro il Mozambico.

## Statistiche

### Presenze e reti nei club
Statistiche aggiornate al 27 agosto 2022.
| Stagione        | Squadra         | Campionato      | Campionato | Campionato | Coppe nazionali | Coppe nazionali | Coppe nazionali | Coppe continentali | Coppe continentali | Coppe continentali | Altre coppe | Altre coppe | Altre coppe | Totale | Totale |
| Stagione        | Squadra         | Comp            | Pres       | Reti       | Comp            | Pres            | Reti            | Comp               | Pres               | Reti               | Comp        | Pres        | Reti        | Pres   | Reti   |
| --------------- | --------------- | --------------- | ---------- | ---------- | --------------- | --------------- | --------------- | ------------------ | ------------------ | ------------------ | ----------- | ----------- | ----------- | ------ | ------ |
| 2017-gen. 2018  | Oliveirense     | LdH             | 1          | 0          | CP+CdL          | 0+1             | 0               |                    | -                  | -                  |             | -           | -           | 2      | 0      |
| gen.-giu. 2018  | Anadia          | CdP             | 6          | 0          | CP              | -               | -               |                    | -                  | -                  |             | -           | -           | 6      | 0      |
| 2018-2019       | Sertanense      | CdP             | 31         | 2          | CP              | 2               | 1               |                    | -                  | -                  |             | -           | -           | 33     | 3      |
| 2019-2020       | Chaves B        | CdP             | 25         | 2          |                 | -               | -               |                    | -                  | -                  |             | -           | -           | 25     | 2      |
| 2020-2021       | Chaves          | LdH             | 6          | 0          | CP              | 0               | 0               |                    | -                  | -                  |             | -           | -           | 6      | 0      |
| 2021-2022       | Chaves          | LdH             | 28+2       | 1+0        | CP+CdL          | 0+1             | 0               |                    | -                  | -                  |             | -           | -           | 31     | 1      |
| 2022-2023       | Chaves          | PL              | 4          | 0          | CP+CdL          | 0               | 0               |                    | -                  | -                  |             | -           | -           | 4      | 0      |
| Totale carriera | Totale carriera | Totale carriera | 103        | 5          |                 | 4               | 1               |                    | -                  | -                  |             | -           | -           | 107    | 6      |

### Cronologia presenze e reti in nazionale
| Cronologia completa delle presenze e delle reti in nazionale ― Capo Verde | Cronologia completa delle presenze e delle reti in nazionale ― Capo Verde | Cronologia completa delle presenze e delle reti in nazionale ― Capo Verde | Cronologia completa delle presenze e delle reti in nazionale ― Capo Verde | Cronologia completa delle presenze e delle reti in nazionale ― Capo Verde | Cronologia completa delle presenze e delle reti in nazionale ― Capo Verde | Cronologia completa delle presenze e delle reti in nazionale ― Capo Verde | Cronologia completa delle presenze e delle reti in nazionale ― Capo Verde |
| Data                                                                      | Città                                                                     | In casa                                                                   | Risultato                                                                 | Ospiti                                                                    | Competizione                                                              | Reti                                                                      | Note                                                                      |
| ------------------------------------------------------------------------- | ------------------------------------------------------------------------- | ------------------------------------------------------------------------- | ------------------------------------------------------------------------- | ------------------------------------------------------------------------- | ------------------------------------------------------------------------- | ------------------------------------------------------------------------- | ------------------------------------------------------------------------- |
| 25-3-2022                                                                 | San Pedro del Pinatar                                                     | Liechtenstein                                                             | 0 – 6                                                                     | Capo Verde                                                                | Amichevole                                                                | -                                                                         | 56’                                                                       |
| 28-3-2022                                                                 | San Pedro del Pinatar                                                     | San Marino                                                                | 0 – 2                                                                     | Capo Verde                                                                | Amichevole                                                                | -                                                                         | 62’                                                                       |
| 28-3-2023                                                                 | Nelspruit                                                                 | eSwatini                                                                  | 0 – 1                                                                     | Capo Verde                                                                | Qual. Coppa d'Africa 2023                                                 | -                                                                         | 46’                                                                       |
| 18-6-2023                                                                 | Praia                                                                     | Capo Verde                                                                | 3 – 1                                                                     | Burkina Faso                                                              | Qual. Coppa d'Africa 2023                                                 | -                                                                         | 59’                                                                       |
| 10-9-2023                                                                 | Lomé                                                                      | Togo                                                                      | 3 – 2                                                                     | Capo Verde                                                                | Qual. Coppa d'Africa 2023                                                 | 1                                                                         |                                                                           |
| 10-1-2024                                                                 | Radès                                                                     | Tunisia                                                                   | 2 – 0                                                                     | Capo Verde                                                                | Amichevole                                                                | -                                                                         |                                                                           |
| 14-1-2024                                                                 | Abidjan                                                                   | Ghana                                                                     | 1 – 2                                                                     | Capo Verde                                                                | Coppa d'Africa 2023 - 1º turno                                            | -                                                                         |                                                                           |
| 19-1-2024                                                                 | Abidjan                                                                   | Capo Verde                                                                | 3 – 0                                                                     | Mozambico                                                                 | Coppa d'Africa 2023 - 1º turno                                            | 1                                                                         |                                                                           |
| 22-1-2024                                                                 | Abidjan                                                                   | Capo Verde                                                                | 2 – 2                                                                     | Egitto                                                                    | Coppa d'Africa 2023 - 1º turno                                            | -                                                                         | 71’ 75’                                                                   |
| 29-1-2024                                                                 | Abidjan                                                                   | Capo Verde                                                                | 1 – 0                                                                     | Mauritania                                                                | Coppa d'Africa 2023 - Ottavi di finale                                    | -                                                                         | 11’                                                                       |
| 3-2-2024                                                                  | Yamoussoukro                                                              | Capo Verde                                                                | 0 – 0 dts (1 – 2 dtr)                                                     | Sudafrica                                                                 | Coppa d'Africa 2023 - Quarti di finale                                    | -                                                                         | 65’                                                                       |
| 21-3-2024                                                                 | Gedda                                                                     | Capo Verde                                                                | 2 – 1                                                                     | Guyana                                                                    | Amichevole                                                                | -                                                                         | 76’                                                                       |
| 25-3-2024                                                                 | Gedda                                                                     | Capo Verde                                                                | 1 – 0                                                                     | Guinea Equatoriale                                                        | Amichevole                                                                | -                                                                         |                                                                           |
| 8-6-2024                                                                  | Yaoundé                                                                   | Camerun                                                                   | 4 – 1                                                                     | Capo Verde                                                                | Qual. Mondiali 2026                                                       | -                                                                         |                                                                           |
| 11-6-2024                                                                 | Praia                                                                     | Capo Verde                                                                | 1 – 0                                                                     | Libia                                                                     | Qual. Mondiali 2026                                                       | -                                                                         |                                                                           |
| 6-9-2024                                                                  | Il Cairo                                                                  | Egitto                                                                    | 3 – 0                                                                     | Capo Verde                                                                | Qual. Coppa d'Africa 2025                                                 | -                                                                         |                                                                           |
| 10-9-2024                                                                 | Praia                                                                     | Capo Verde                                                                | 2 – 0                                                                     | Mauritania                                                                | Qual. Coppa d'Africa 2025                                                 | -                                                                         | 24’                                                                       |
| 10-10-2024                                                                | Praia                                                                     | Capo Verde                                                                | 0 – 1                                                                     | Botswana                                                                  | Qual. Coppa d'Africa 2025                                                 | -                                                                         |                                                                           |
| 15-10-2024                                                                | Francistown                                                               | Botswana                                                                  | 1 – 0                                                                     | Capo Verde                                                                | Qual. Coppa d'Africa 2025                                                 | -                                                                         |                                                                           |
| 15-11-2024                                                                | Praia                                                                     | Capo Verde                                                                | 1 – 1                                                                     | Egitto                                                                    | Qual. Coppa d'Africa 2025                                                 | -                                                                         |                                                                           |
| 19-11-2024                                                                | Nouakchott                                                                | Mauritania                                                                | 1 – 0                                                                     | Capo Verde                                                                | Qual. Coppa d'Africa 2025                                                 | -                                                                         | 47’, 60’                                                                  |
| 25-3-2025                                                                 | Luanda                                                                    | Angola                                                                    | 1 – 2                                                                     | Capo Verde                                                                | Qual. Mondiali 2026                                                       | -                                                                         |                                                                           |
| Totale                                                                    |                                                                           | Presenze                                                                  | 22                                                                        |                                                                           | Reti                                                                      | 2                                                                         |                                                                           |

## Palmarès
- Campionato russo: 1

Krasnodar: 2024-2025